# Ammannia schinzii
Ammannia schinzii är en fackelblomsväxtart. Ammannia schinzii ingår i släktet Ammannia och familjen fackelblomsväxter.

## Underarter
Arten delas in i följande underarter:
- A. s. schinzii
- A. s. subalata